# Bernie Kopell
Pour les articles homonymes, voir Koppel.
Bernie Kopell est un acteur américain, né le 21 juin 1933 à New York

## Biographie
Il est surtout connu pour avoir interprété le rôle récurrent de Siegfried, un des chefs de la redoutable organisation criminelle KAOS dans la série d'espionnage parodique Max la Menace ainsi que celui du docteur Adam Bricker dans la série La croisière s'amuse.
Il a également fait, durant les trois dernières saisons, de multiples apparitions dans la série Ma sorcière bien-aimée, souvent dans le rôle de l'apothicaire, parfois dans le rôle d'un psychiatre (Dr Rhinehouse ou Dr Chomsky). Dans cette même série, il tiendra également divers rôles pour un seul épisode : Alonzo, sorcier sans envergure téléguidé par Endora ; M. Sylvester, un client de Jean-Pierre ; un baron allemand passionné de chasse.

## Filmographie

### Cinéma
- 1963 : Les Pieds dans le plat (The Man from the Diner's Club) : le messager de la comète
- 1963 : Le Piment de la vie (The Thrill of It All) : le directeur commercial
- 1964 : Prête-moi ton mari (Goood Neighbour Sam) : Richard Taragon
- 1965 : Le Cher Disparu (The Loved One) : l'assistant du gourou Brahmin
- 1972 : Wild in the Sky (en) : Penrat
- 1989 : The Magic Boy's Easter : Mordechai le magicien
- 1991 : Missing Pieces : Dr Gutman
- 1998 : Bug Buster : Gil Griffin
- 1998 : Échec au complot (Land of the Free) : l'invité de la télé
- 1999 : La Jeune Fille et le milliardaire (Follow Your Heart) : Anthony Mason
- 2002 : The Stoneman d'Ewing Miles Brown (en) : prof Milano
- 2003 : A Light in the Forest : Artemis Schnell
- 2005 : Le Sang du diamant (The Cutter) : Issac Teller
- 2006 : The Creature of the Sunny Side Up Trailer Park : Percy Wells
- 2007 : Say It in Russian : Geezer #2
- 2008 : Max la Menace (Get Smart) : le conducteur de l'Opel
- 2010 : First Dog : le psychiatre et en 2018 a joué un rôle dans Sharknado 6

### Télévision
- 1961 : Whispering Smith (série télévisée) : le croupier
- 1963 : Our Man Higgins (série télévisée) : Finnerty
- 1963 : Sur le pont de la marine (McHale's Navy) (série télévisée) : colonel Pryor
- 1963 : Suspicion (série télévisée) : un détective
- 1964 : Petticoat Junction (série télévisée) : Black Salmon
- 1964 - 1965 : Mon martien favori (My Favorite Martian) (série télévisée) : Senor Pepe Lopez / George
- 1965 : The Beverly Hillbillies (série télévisée) : Jerry Best
- 1965 : Ben Casey (série télévisée) : Al Banner
- 1966 : Death of a Salesman (téléfilm) : Howard
- 1966 : Run Buddy Run (série télévisée) : Albert Overstreet
- 1966 : Les Arpents verts (Green Acres) (série télévisée) : James Stuart
- 1966 : The Hero (série télévisée) : Charlie
- 1966 - 1969 : Max la Menace (Get Smart) (série télévisée) : Siegfried
- 1966 - 1971 : That Girl (série télévisée) : Jerry Bauman
- 1968 : La Sœur volante (The Flying Nun) (série télévisée) : Dr G. Paredes
- 1969 - 1971 : Ma sorcière bien-aimée (Bewitched) : l'apothicaire
- 1970 - 1973 : Doris comédie (The Doris Day Show) (série télévisée) : Louie Pallucci
- 1970 et 1972 : Room 222 (série télévisée) : Roger Duncan
- 1971 : Night Gallery (série télévisée) : Reed
- 1971 : The Chicago Teddy Bears (série télévisée) : Rudolpho Tarantino
- 1972 : Drôle de couple (The Odd Couple) (série télévisée) : professeur Faraday
- 1972 : Me and the Chimp (série télévisée) : Arbogast
- 1972 : L'Homme de fer (Ironside) (série télévisée) : George Packer
- 1972 - 1973 : Temperatures Rising (série télévisée) : Harold Lefkowitz
- 1973 : Needles and Pins (série télévisée) : Charlie Miller
- 1974 : McMillan (série télévisée) : Bernini Mussolino
- 1974 - 1975 : Les Rues de San Francisco (The Streets of San Francisco) (série télévisée) : Arthur Ganz / Dean Watson
- 1975 : When Things Were Rotten (série télévisée) : Alan-a-Dale
- 1975 : Kojak (série télévisée) : Sam Bernard
- 1975 : Harry O (série télévisée) : Charlie
- 1975 : Dossiers brûlants (Kolchak: The Night Stalker) (série télévisée) : Dr Gravanites
- 1975 : The Mary Tyler Moore Show (série télévisée) : Tony
- 1975 : Hot L. Baltimore (série télévisée) : Travez
- 1975 : The Ghost Busters (série télévisée) : Dr Frankenstein
- 1976 : Flo's Place (téléfilm) : Hoffman
- 1976 : Chico and the Man (série télévisée) : Harry Stern
- 1976 : Switch (série télévisée) : Selig / Gaylor Henderson
- 1976 : L'Homme qui valait trois milliards (The Six Million Dollar Man) (série télévisée) : Pete Martin
- 1977 : Alice (série télévisée) : Burt
- 1977 : The Love Boat II (téléfilm) : Dr O'Neill
- 1977-1987 : La croisière s'amuse (The Love Boat) (série télévisée) : docteur Adam Bricker
- 1978 : Embarquement immédiat (Flying High) (série télévisée) : Morgan Winthrop (épisode "Beautiful People")
- 1978 : Greatest Heroes of the Bible (série télévisée) : Potiphar
- 1978 et 1983 : L'Île fantastique (Fantasy Island) (série télévisée) : Fred Stouton / Carter Ransome
- 1979 : Supertrain (série télévisée) : Dr Marshall Fossberg
- 1981 : Pour l'amour du risque (série télévisée : "Hart to Hart", saison 3, épisode 4, "Train de luxe", titre original "Hartland Express) : James Parquest
- 1984 : Legmen (série télévisée) : Apple Dan Bonny
- 1986 : Combat High (téléfilm) : Mr. Mendelsson
- 1987 : Mr. Gun (série télévisée) : Vincent Lagarski
- 1987 : Prince Charmant (The Charmings) (série télévisée) : Dr. Roland
- 1989 : Get Smart Again! (téléfilm) : Conrad Siegfried/Prof Helmut Schmelding
- 1990 : The Love Boat: A Valentine Voyage (téléfilm) : Doc
- 1992 : Le Prince de Bel-Air (The Fresh Prince of Bel-Air) (série télévisée) : Doc
- 1994 : Saturday Night Live (série télévisée) : Doc
- 1995 : Le Retour de Max la Menace (Get Smart) (série télévisée) : Siegfried
- 1997 : Martin (série télévisée) : Dr Adam Bricker
- 1997 : Diagnostic : Meurtre (Diagnosis: Murder) (série télévisée) : Dr Les Franklin
- 1998 : Sunset Beach (série télévisée) : capitaine James Nelson
- 1998 : Sunset Beach: Shockwave (téléfilm) : capitaine James Nelson
- 1998 : La croisière s'amuse, nouvelle vague (Love Boat: The Next Wave) (série télévisée) : Dr Adam Bricker
- 1999 : Charmed (série télévisée) : Coroner
- 1999 : Beverly Hills (série télévisée) : Dr Beldon
- 2003 : Scrubs (série télévisée) : M. Moran
- 2006 : La Vie de palace de Zack et Cody (The Suit Life of Zack and Cody) (série télévisée) : un vieux monsieur
- 2009 : Monk (série télévisée) : Gilson
- 2016 Superstore (série télévisée) : Arthur
- 2017 : Hawaii 5-0 (série télévisée) : Itzhak Rozen
- 2019 : Silicon Valley (série télévisée) : Un membre du conseil d'administration d'Hooli (saison 6 épisode 2 "Blood Money")
- 2020 : Stumptown (série télévisée) : Mr. Schumaker (saison 1 épisode 17)